# Live at Knebworth (film)
Live at Knebworth (conosciuto anche come Live! at Knebworth nella versione DVD del 2002) è un documentario musicale in formato VHS, Laser Disc e DVD, che riprende il concerto tenutosi nella Knebworth House il 30 giugno 1990, alcune tracce audio sono disponibili anche in formato CD.

## Concerto
Il concerto, di beneficenza, si tenne a favore della Nordoff-Robbins Music Therapy Centre (che interviene in aiuto dei bambini handicappati tramite la musicoterapia) e la BRIT School for Performing Arts and Technology.
Davanti ad un pubblico di circa 120.000 spettatori, suonarono numerosi ed importanti gruppi musicali: Pink Floyd, Paul McCartney, Mark Knopfler, Eric Clapton, Elton John, Genesis, Robert Plant & Jimmy Page, Cliff Richard & The Shadows, Status Quo, Tears for Fears, Dire Straits, Raymond Thomas "Ray" Cooper.

## Distribuzione
Il concerto è stato pubblicato oltre che su DVD, su tripla VHS, LASER DISC e doppio CD. Il DVD è composto da 2 dischi, il primo comprende il volume 1 & 2, mentre il disco 2 il volume 3.

## Tracce

### Il doppio CD

#### CD 1
Tears for Fears
- Change
- Badman's Song
- Everybody Wants To Rule The World

Status Quo
- Dirty Water
- Whatever You Want
- Rockin' All Over The World

Cliff Richard & The Shadows
- On The Beach
- Do You Wanna Dance

Robert Plant
- Hurting Kind
- Liar's Dance
- Tall Cool One
- Wearing And Tearing (with Jimmy Page on guitar)

Genesis
- Mama
- Medley

#### CD 2
Phil Collins
- Sussudio

Eric Clapton
- Sunshine Of Your Love

Dire Straits
- Think I Love You Too Much
- Money For Nothing

Elton John
- Sad Songs (Say So Much)
- Saturday Night's All Right (For Fighting)

Paul McCartney
- Coming Up
- Hey Jude

Pink Floyd
- Comfortably Numb
- Run Like Hell

L'esibizione dei Pink Floyd consistette in: Shine On You Crazy Diamond (parts I - V) - The Great Gig In The Sky - Wish You Were Here - Sorrow - Money - Comfortably Numb - Run Like Hell.

### La Tripla VHS

#### Volume 1
Tears For Fears
- Change
- Bad Man's Song
- Everybody Wants To Rule The World

Cliff Richard & The Shadow
- On The Beach
- Good Golly Miss Molly
- Do You Wanna Dance
- Livin' Doll
- We Don't Talk Anymore

Phil Collins & The Serious Band
- In The Air Tonight
- Sussudio

Paul McCartney
- Coming Up
- Birthday
- Hey Jude
- Can't Buy Me Love

#### Volume 2
Status Quo
- Whatever You Want
- Rockin' All Over The World
- Dirty Water
- In The Army Now

Eric Clapton
- Before You Accuse Me
- Tearin' Us Apart

Dire Straits
- Solid Rock
- Think I Love You Too Much
- Money For Nothing

Elton John
- Sacrifice
- Sad Songs (Say So Much)

#### Volume 3
Robert Plant
- Hurting Kind
- Tall Cool One
- Wearing & Tearing (featuring Jimmy Page on guitar)
- Rock and Roll (featuring Jimmy Page on guitar)

Genesis
- Mama
- Throwing It All Away
- Medley...

... consisting of (Turn It On Again - Somebody To Love - Satisfaction - Twist And Shout - Reach Out I'll Be There - You've Lost That Lovin' Feeling - Pinball Wizard - In The Midnight Hour - Turn It On Again)
Pink Floyd
- Comfortably Numb
- Run Like Hell

### Doppio DVD

#### DVD Volume 1
Tears For Fears
- Change
- Bad Man's Song
- Everybody Wants To Rule The World

Cliff Richard & The Shadows
- On The Beach
- Good Golly Miss Molly
- We Don't Talk Anymore

Phil Collins & The Serious Band
- In The Air Tonight
- Sussudio

Paul McCartney
- Coming Up
- Birthday
- Hey Jude
- Can't Buy Me Love

#### DVD Volume 2
Status Quo
- Whatever You Want
- Rockin' All Over The World
- Dirty Water
- In The Army Now

Eric Clapton
- Before You Accuse Me
- Tearin' Us Apart

Dire Straits
- Solid Rock
- I Think I Love You Too Much
- Money For Nothing

Elton John
- Sacrifice
- Sad Songs (Say So Much)

#### DVD Volume 3
Robert Plant
- Hurting Kind
- Tall Cool One
- Wearing & Tearing (featuring Jimmy Page on guitar)
- Rock and Roll (featuring Jimmy Page on guitar)

Genesis
- Mama
- Throwing It All Away
- Medley...

... consisting of (Turn It On Again - Somebody To Love - Satisfaction - Twist And Shout - Reach Out I'll Be There - You've Lost That Lovin' Feeling - Pinball Wizard - In The Midnight Hour - Turn It On Again)
Pink Floyd
- Comfortably Numb
- Run Like Hell

## Curiosità
- Il concerto fu trasmesso in diretta radiofonica in esclusiva per l'Italia da Radio 105[1], che ne coprì l'intera durata[1]. Una sintesi televisiva dei momenti salienti dell'evento fu mandata in onda da Italia 1 il 16 luglio 1990 alle ore 20:30[2], all'interno di uno speciale intitolato Big London[2], curato e presentato da Red Ronnie[3].
- Al set dei Pink Floyd presero parte due ospiti d'eccezione: la celebre sassofonista olandese Candy Dulfer[4], che diede il suo contributo nelle esecuzioni di Shine on You Crazy Diamond part I - V e Money[4], mentre la vocalist Clare Torry fu protagonista in The Great Gig in the Sky[4], della quale era stata l'interprete nella versione originale in studio. Entrambe le performance non compaiono in nessuna pubblicazione ufficiale dell'evento.